# Кайданово
Кайданово (укр. Кайданово) — село в Великолучковской сельской общине Мукачевского района Закарпатской области Украины.
Население по переписи 2001 года составляло 1224 человека. Почтовый индекс — 89620. Телефонный код — 3131. Занимает площадь 1,319 км².